# Crying in the Chapel
Singles de Darrell Glenn
Write And Tell Me Why
(1953) I Think I'm Falling In Love With You
(1953)
Singles de Elvis Presley
Do the Clam
(1965) (Such an) Easy Question
(1965)
Clip vidéo
[vidéo] « Crying in the Chapel (audio) », sur YouTube
Crying in the Chapel est une chanson écrite par Artie Glenn, initialement enregistrée par Darrell Glenn en 1953, mais dont l'interprétation la plus célèbre est celle d'Elvis Presley, sortie en single sur le label RCA Victor en 1965.

## Histoire
La chanson a été écrite par Artie Glenn pour son fils Darrell. Darrell Glenn l'a enregistré quand il était encore en école.
La première publication date de 1953, quand le single de Darrell Glenn fut publié par le label Valley.
Puis la chanson a été reprise par de nombreux artistes, y compris June Valli, Rex Allen, les Orioles et Ella Fitzgerald.

## Version de Elvis Presley
Elvis Presley a enregistré cette chanson durant les sessions d'enregistrement de son album de gospel His Hand in Mine, sorti en 1960. Cependant, sa version n'a pas été publiée jusqu'en 1965. En 1965 RCA sort ça en single de Pâques. À leur grande surprise, la chanson devient le plus gros succès d'Elvis depuis 1963.

## Distinctions
La version interprétée par The Orioles en 1953 a reçu le Grammy Hall of Fame Award en 2008.